# 디퍼런트컴퍼니
디퍼런트컴퍼니(영어: different company)는 대한민국의 연예 기획사이다.

## 소속 연예인
- 차미경
- 오대석
- 타쿠야
- 이상진
- 김민호
- 남현우
- 이지해
- 이지현
- 임투철
- 신희철
- 박이준
- 한진서
- 소이한